# Betzsches Gesetz
Das Betzsche Gesetz besagt, dass eine Windkraftanlage maximal 16/27 (knapp 60 Prozent) jener mechanischen Leistung, die der Wind ohne den bremsenden Rotor durch dessen Projektionsfläche (Rotorfläche, Erntefläche, Wirkscheibe senkrecht zur Windrichtung) transportieren würde, in Nutzleistung umwandeln kann, da man Wind nicht dauerhaft nutzbringend bis zur Windstille abbremsen kann. Der Faktor wird auch Leistungsbeiwert oder Erntegrad genannt.
Der Grund für die Begrenzung ist, dass die Energieabgabe mit einer Verringerung der Strömungsgeschwindigkeit und einem Luftstau einhergeht, der einen Teil der heranströmenden Luft der Rotorfläche ausweichen lässt. Zudem wäre eine vollständige Entnahme der Energie damit verbunden, dass die Luft stehen bliebe, was einem vollständigen Luftstau entspräche. Daher gibt es ein Optimum hinsichtlich Energieentnahme und Abführung der dadurch verlangsamten Luft.
Das Gesetz stammt von dem deutschen Physiker Albert Betz (1885–1968). Er formulierte es erstmals im Jahr 1919. Sieben Jahre später erschien es in seinem Buch Wind-Energie und ihre Ausnutzung durch Windmühlen. Der britische Ingenieur Frederick W. Lanchester (1868–1946) publizierte schon 1915 ähnliche Überlegungen.

## Bezeichnungsvielfalt
Wegen dieses theoretisch begrenzten Wirkungsgrades führte Betz für den Quotienten aus genutzter zu ankommender Windleistung
{\displaystyle c_{P}={\frac {P}{P_{0}}}}
die Bezeichnung Gütefaktor ein. 1926 nannte er ihn Leistungsziffer, heute ist in der Fachliteratur zu Windturbinen die Bezeichnung Leistungsbeiwert üblich, Erntegrad und Wirkungsgrad sind aber auch verbreitet.
Die Bezeichnung Betz'scher Leistungsbeiwert ist üblich sowohl für die von Betz betrachtete und im folgenden Kapitel ausgeführte theoretische Abhängigkeit dieses Quotienten von der Abbremsung der Strömung, für deren Maximalwert, als auch allgemein für den von Betz für reale Windkraftanlagen eingeführten Gütefaktor.
Der Erntefaktor ist hingegen das Verhältnis der abgegebenen Energiemenge eines Kraftwerkes während seiner Lebensdauer zu jener Energiemenge, die zu seiner Errichtung aufgewendet wurde.

## Herleitung

Abb. 1: Idealisierte Strömung

Die Voraussetzungen, von denen Betz ausgegangen ist, sind:
- Die Windkraftanlage hat in Strömungsrichtung keine Ausdehnung, ist also eine Fläche.
- Die Strömung erzeugt in dieser Aktuatorfläche A einen negativen Sprung {\displaystyle -\Delta p} im Druckverlauf
- Die Nutzleistung P wird der Strömung verlustfrei entnommen.
- Die Dichte {\displaystyle \rho } des Mediums ist konstant, also inkompressible Strömung und kein Wärmestrom zwischen Strömung und Windkraftanlage.

Der Druck weit vor und weit hinter der Anlage ist gleich, der negative Drucksprung wird durch einen allmählichen Druckanstieg sowohl vor als auch nach der Wirkfläche ausgeglichen. Mit dem Druckanstieg verbunden ist ein Abbremsen der Strömung von der Ausgangsgeschwindigkeit v1 über v in der Wirkfläche auf v2 weit dahinter. Umgekehrt proportional zur Strömungsgeschwindigkeit nimmt die Querschnittsfläche der Stromröhre von A1 über A auf A2 zu, siehe Abbildung 1, da alle ihre Querschnitte vom Massenfluss {\displaystyle Av\rho } durchströmt werden (Kontinuitätsgleichung).
Wenn man nach dem Energieerhaltungssatz die entnommene Leistung P gleichsetzt mit der Differenz des mit v1 und v2 verbundenen kinetischen Energiestromes, erhält man
{\displaystyle P={\dot {V}}\Delta p=Av\Delta p={\frac {\dot {m}}{2}}\Delta (v^{2})=Av{\frac {\rho }{2}}(v_{1}^{2}-v_{2}^{2})}; mit {\displaystyle {\frac {\rho }{2}}(v_{1}^{2}-v_{2}^{2})} als Staudruck {\displaystyle \Delta p}.
Nach dem Theorem von Froude und Rankine ist
{\displaystyle v={\frac {v_{1}+v_{2}}{2}}}
Die entnommene Leistung beträgt dann
{\displaystyle P=A{\frac {\rho }{2}}\;\left({\frac {v_{1}+v_{2}}{2}}\right)\;(v_{1}^{2}-v_{2}^{2})}.
Mit der relativen Restgeschwindigkeit {\displaystyle x={\frac {v_{2}}{v_{1}}}} (und daher {\displaystyle v_{2}={v_{1}}x}) folgt
{\displaystyle P=A{\frac {\rho }{2}}v_{1}^{3}\,{\frac {1+x}{2}}\,(1-x^{2})}; mit A der Rotorfläche und {\displaystyle {\frac {\rho }{2}}v_{1}^{3}} der Leistungsdichte des Windes.

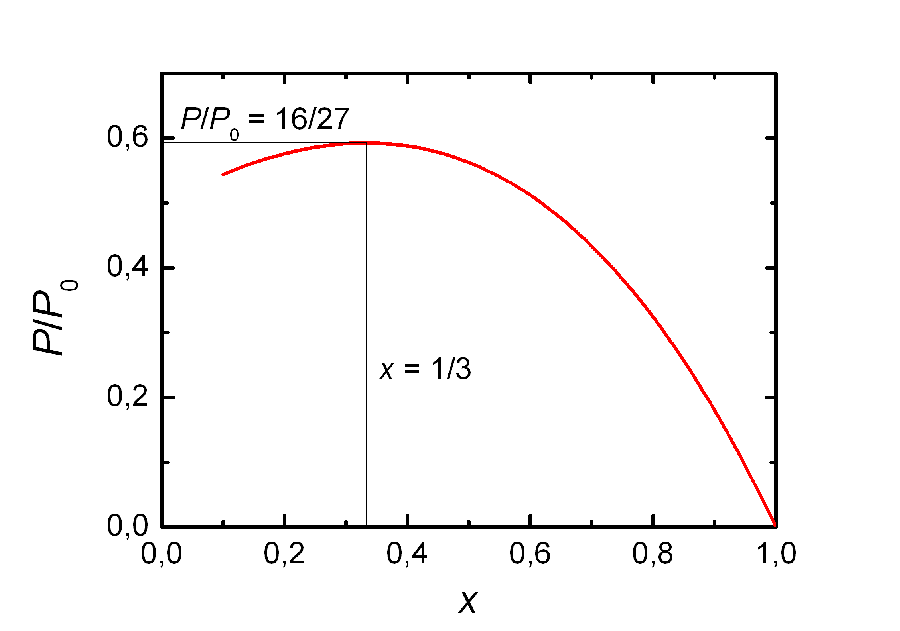
Abb. 2: Idealer Leistungsbeiwert als Funktion der relativen Restgeschwindigkeit x = v_{2}/v_{1}. Das Maximum liegt bei x = 1/3 und beträgt c_{P} = 16/27.

Bezogen auf die ankommende Windleistung {\displaystyle P_{0}=A{\frac {\rho }{2}}v_{1}^{3}} ergibt sich der Leistungsbeiwert zu
{\displaystyle c_{P}(x)={\frac {1+x}{2}}\,(1-x^{2})}.
Der Verlauf der Funktion {\displaystyle c_{P}(x)} ist in Abbildung 2 für x = 0,1 bis 1 dargestellt, was in etwa alle real erreichbaren Betriebszustände abdeckt.
- x = 1 bedeutet v2 = v1 (und auch v = v1), also keinerlei Abbremsung und folglich ergibt sich aus dem Leistungsbeiwert cP(1) = 0, dass keine Leistungsentnahme erfolgt. Alle drei Flächen der Stromröhre sind in diesem Fall gleich (konkret gilt A1 : A = v : v1 = 1 und A2 : A = v : v2 = 1). Dieser Betriebszustand entspricht praktisch dem Stillstand des Rotors.

- x = 0 bedeutet Abbremsung auf v2 = 0 und wegen v = v1 / 2 den Leistungsbeiwert cP(0) = 0,5, wobei A1 : A = v : v1 = 0,5 ergibt. Aber wegen des theoretisch unendlichen Werts des Flächenverhältnisses A2 : A = v : v2 (eine Division durch Null) ist dieser Betriebszustand real gar nicht möglich.

- x = 0,1 bedeutet v2 = v1 / 10 und v = v1 · 0,55 sowie auch A1 : A = v : v1 = 0,55. Als Leitungsbeiwert ergibt sich cP(0,1) = 0,55 · 0,99 = 0,5445, also knapp über 54 %, sowie das Flächenverhältnis A2 : A = v : v2 = 0,55 : 0,1 = 5,5. Der Austrittsquerschnitt A2 der Stromröhre wäre in diesem Fall also 5,5-mal größer als die Rotorfläche – ein Betriebszustand, der schwer zu erreichen und auch vom Ergebnis her nicht optimal ist.

Ihr Maximum erreicht die Funktion {\displaystyle c_{P}(x)} bei x = 1/3, wie man durch Ableiten und Nullsetzen zeigt (siehe Berechnung von Minima und Maxima). Das bedeutet {\displaystyle v_{2}={\tfrac {1}{3}}\cdot v_{1}} und {\displaystyle v={\tfrac {2}{3}}\cdot v_{1}} sowie auch A1 : A = v : v1 = {\displaystyle {\tfrac {2}{3}}}. Das restliche Drittel der Anströmung weicht der Wirkfläche aus. Dieser ‘Verlust’ entspricht dem ersten Faktor in {\displaystyle c_{P}(x)}. Der zweite Faktor bedeutet, dass der Strömung durch die Wirkfläche 8/9 ihrer Energie entzogen wird.
Man erhält:
{\displaystyle c_{P}\left({\frac {1}{3}}\right)={\frac {2}{3}}\cdot {\frac {8}{9}}={\frac {16}{27}}\approx 0{,}5926}
Somit liegt das Maximum des Leistungsbeiwerts bei ca. 0,5926, also knapp unter 60 %. Das Flächenverhältnis A2 : A = v : v2 = 2/3 : 1/3 = 2 besagt hierbei, dass der Austrittsquerschnitt A2 der Stromröhre doppelt so groß sein muss wie die Rotorfläche – das ist der gemäß diesem Gesetz ideale Betriebszustand.

## Andere Leistungsbeiwerte
Es wird des Öfteren behauptet, ein cP > cP(1/3) erhalten zu haben. Innerhalb der Voraussetzungen des Modells ist das aber so unmöglich wie eine Verletzung von Energie- oder Impulserhaltung. Komplizierte Strömungen in der Wirkfläche etwa senken bloß den Leistungsbeiwert, wenn man die Wirkfläche in kleine Teilflächen zerlegt: Für jede einzelne entsprechende Stromröhre gilt jeweils obige Herleitung, sodass über die ganze Wirkfläche v = 2/3 v1 gelten muss, um das globale Optimum zu erreichen.
Oft wird für gemantelte Windturbinen ein „Über-Betzwert“ reklamiert. Obwohl das Scheiben-Modell von Betz diese Konstruktionen nicht abdeckt, liefert es doch eine Erklärung: Der als Diffusor wirkende Mantel verläuft parallel zum engeren Teil der betzschen Stromröhre und erlaubt eine Verlagerung des Rotors nach vorne, sodass er kleiner ausfallen kann. Da der Mantel die ‘richtige’ Bezugsfläche (jene mit {\displaystyle v={\frac {v_{1}+v_{2}}{2}}}) umschließt, ist letztlich nichts gewonnen.
Bisher ist nur ein theoretisch möglicher Ausweg bekannt, der bereits von Betz selbst angegeben wurde: Wird dem als einzelne, unendlich dünne „Wirkscheibe“ (engl. actuator disk) modellierten Rotor eine endliche Dicke zugesprochen, so könnten quer zur Hauptströmung vorhandene turbulente Fluktuationen zusätzliche Energie in das Volumen zwischen den beiden stromauf und stromab zu unterscheidenden Wirkscheiben einbringen. Diese Idee wurde von Loth und McCoy 1983 detailliert für einen Darrieus-Rotor mit vertikaler Rotationsachse ausgearbeitet. Sie erhielten cP ≈ 0,62.
Der Offizier, Konstrukteur und Erfinder Kurt Bilau beschäftigte sich nach dem Ersten Weltkrieg intensiv mit der Entwicklung und Verbesserung von Stromlinienflügeln.
Nachdem sich bei Testmodellen im Windkanal (geringe Flügeldurchmesser unter einem Meter und entsprechend hohe Geschwindigkeiten mit Drehzahlen über 1000/min) noch die errechneten und nach Betz’ Formel realistische Wirkungsgrade von 35–40 % ergaben, wurden bei großen Repellern von 9 m Durchmesser auf einem Testgelände der Universität Oxford mit mehreren Messmethoden 91 % Wirkungsgrad attestiert. Ähnliche Ergebnisse ergaben frühere Messungen zweier bilauischer Repeller mit 17 m Durchmesser mit etwas primitiverer Messtechnik in Ostpreußen (89 und 90 %).
Dieser enorme Wirkungsgrad wurde durch die bei den größeren Flügelflächen entstehenden anderen Strömungsverhältnisse durch höhere Luftträgheit und dadurch auftauchende, die Flügel nachziehende und schiebende Wirbel erklärt.
Die in Oxford erprobte Anlage lief bei unter 2 m/s Wind an und erzeugte bei 2,24 m/s eine Leistung von 0,4 kW. Ihre ideale Windgeschwindigkeit lag bei 3–8 m/s.
Im Erprobungszeitraum von Juni 1924 bis Mai 1925 soll diese Anlage insgesamt 10195 kWh Arbeit geleistet haben.
Es bleibt dennoch fragwürdig, ob es rentabel wäre, eine solche Repelleranlage zu bauen, da die Flügel mit verhältnismäßig großer Fläche und großem Staudruck arbeiten, was eine entsprechend massive Materialauslegung erfordert.
Auch die Hintereinanderreihung von Rotoren erlaubt eine Erhöhung des {\displaystyle c_{P}}-Wertes bezüglich einer Rotorfläche, wobei der Wirkungsgrad der einzelnen Rotoren jedoch durch Schleppwirbel enorm abnimmt.

## Ausgeführte Rotoren an Horizontalachsern
Rotoren werden mit möglichst geringem Materialeinsatz und damit geringem Gewicht konstruiert. Neben dem Leistungsbeiwert bezogen auf die Rotorfläche (Erntefläche) gibt es auch den Leistungsbeiwert bezogen auf die Flügelfläche und andere Faktoren, die bei der Konstruktion von Rotoren eine wichtige Rolle spielen. Wegen der begrenzten maximalen Windbelastung ist eine geringe Gesamtoberfläche der Rotorflügel erwünscht. Deshalb beginnt die Profilierung moderner Rotorblätter nicht schon im inneren Nabenbereich. Die Entwicklungstendenz geht in Richtung höherer Streckung und längerer Rotorblätter bezüglich der Turmhöhe. Rotoren erreichen Leistungsbeiwerte von cP = 0,4 bis 0,5. Das sind also etwa 67 % bis 84 % des theoretisch Möglichen. Langsamläufer und Vertikalachser, Darrieus-Rotoren, H-Rotoren etc. erreichten solche Werte nicht.